# II (The Presidents of the United States of America)
 II è il secondo album discografico dei Presidents of the United States of America, pubblicato nel 1996.

## Tracce
1. Ladies and Gentlemen, Part 1 – 1:39
2. Lunatic to Love – 2:57
3. Volcano – 2:58
4. Mach 5 – 3:15
5. Twig – 2:37
6. Bug City – 3:05
7. Bath of Fire – 2:57
8. Tiki God – 2:58
9. L.I.P. – 3:20
10. Froggie – 3:10
11. Toob Amplifier – 1:22
12. Supermodel – 2:49
13. Puffy Little Shoes – 4:59
14. Ladies and Gentlemen, Part 2 – 3:03
15. Basketball Dream – 0:54

## Formazione
- Dave Dededer - voce e chitarra
- Chris Ballew - chitarra e basso elettrico
- Jason Finn - batteria